# Vanja Blomberg
Vanja Hedvig Desideria Blomberg (Webjörn), född 28 januari 1929 i Karl Johans församling, Göteborg, är en före detta svensk gymnast. Gift 4 december 1958 med Olof Webjörn.
Hon blev olympisk guldmedaljör i Helsingfors 1952 i grenen Gruppgymnastik med handredskap. 
Vanja Blomberg växte upp i Huskvarna och inledde sin gymnastikkarriär i Huskvarna GF
I Tidningen Smålandsidrotten nr 1, 2010 skriver Magnus Widell: "Mest glans har dock Huskvarna GF:s duktiga gymnastikflickor spridit såväl nationellt som internationellt. Vanja Blomberg och Gunnel Ljungström tillsammans med ledaren Carin ”Caj” Delden fick vara med om att vinna VM i truppgymnastik 1950. Två år senare, 1952, var det olympiska spel i Helsingfors och Vanja Blomberg blev uttagen till den svenska truppen. ”Caj” Delden utsågs till ledare för de kvinnliga OS-gymnasterna. Vanja ingick, som en av åtta flickor, i det segrande svenska laget i den nya grenen gruppfristående med handredskap. OS-seger till Sverige och Huskvarna."